# Greg Sage
Greg Sage (Portland, 21 oktober 1951) is een Amerikaanse componist, gitarist en zanger. Hij is vooral bekend geworden met de punkrockband Wipers, waarin hij zanger en gitarist was.

## Biografie
Sage was al van jongs af aan actief in de muziekindustrie, omdat hij zijn vader hielp met het maken van platen. Het eerste instrument wat hij leerde bespelen was de basgitaar. Het bleek echter lastig om aan een basgitaar te komen en bovendien waren ze duur, waardoor hij zich genoodzaakt zag over te schakelen op een reguliere gitaar.
In 1971 produceerde hij samen met ex-worstelaar Beauregarde diens eerste plaat genaamd Beauregarde.

## Wipers
In 1977 richtte Sage de punkrockband Wipers op. De naam is gebaseerd op zijn werk: hij had een bijbaantje als glazenwasser in een bioscoop. Het heldere glas moest symbool staan voor het soort muziek dat hij wilde maken.
In eerste instantie was het de bedoeling een eenmalig album te maken. Later besloot hij dat de band 15 lp's in 10 jaar zou moeten maken zonder op toer te gaan of andere vormen van promotie. Hij geloofde erin dat live-concerten, de pers, foto's en interviews allemaal gemeden konden worden om de luisteraar zo meer bij de muziek weg te laten dromen en een eigen beeld te vormen bij de muziek en muzikanten.

## Solocarrière
Sinds de Wipers uit elkaar zijn, heeft Sage enkele solo-albums opgenomen en verspreid via zijn eigen label, Zeno Records, in Phoenix, Arizona.

## Stijl
Sages songteksten worden omschreven als donker van aard, met verwijzingen naar verwarring en vervreemding. Qua melodische opbouw bevatten zijn nummers onverwachte momenten en lange, melodische stukken, ondersteund door een zwaar gitaargeluid en vervormingen. Hij speelt doorgaans op een linkshandige Gibson SG uit 1969, voorzien van een Bigsby-vibrato.

## Discografie

### Solo-albums
- Straight Ahead (1985)
- Sacrifice (For Love) (1991)

### Met Wipers
- Is This Real? (1980)
- Youth of America (1981)
- Over the Edge (1983)
- Land of the Lost (1986)
- Follow Blind (1987)
- The Circle (1988)
- Silver Sail (1993)
- The Herd (1996)
- Power in One (1999)

## Trivia
- Kurt Cobain wilde samen met Sage in het geheim een aantal covers van Lead Belly opnemen. Vanwege Cobains overlijden ging dat echter niet door.[9]